# Kallenbroek
Kallenbroek is een buurtschap in de gemeente Barneveld, in de Nederlandse provincie Gelderland. Het ligt ten westen van het dorp Barneveld. Door de combinatie van het bosrijke landgoed Erica en het agrarische karakter van de buurtschap zijn zowel het landgoed als de buurtschap ook wel bekend als Het Paradijs.
De naam van de plaats is afgeleid van het feit dat de waterstroom, de Esvelderbeek, bij de plaats kouder was dan bij andere plaatsen. Een letterlijke vertaling van Kallenbroek zou zijn kouderbroek of kouderwater.
De plaats is bekend om de windkorenmolen Den Olden Florus, deze werd vroeger ook wel de Callenbroecker molen genoemd. Hoe oud de molen precies is is niet bekend; de oudste verwijzing dateert uit 1403. De huidige molen moet voor 1584 zijn gebouwd. De molen is daarna diverse malen gerestaureerd.